# Conus loroisii
Conus loroisii é uma espécie de gastrópode do gênero Conus, pertencente à família Conidae.